# Marmeleiro (kommun)
Marmeleiro är en kommun i Brasilien.   Den ligger i delstaten Paraná, i den södra delen av landet, 1 300 km söder om huvudstaden Brasília. Antalet invånare är 13 909.
Omgivningarna runt Marmeleiro är en mosaik av jordbruksmark och naturlig växtlighet. Runt Marmeleiro är det ganska glesbefolkat, med 26 invånare per kvadratkilometer.